# Natalia Dubrovinskaia
Natalia Dubrovinskaia (* 18. Februar 1961, Sowjetunion) ist eine schwedische Staatsbürgerin und Geologin. Sie ist mit Leonid Dubrovinsky verheiratet und forscht mit ihm zusammen im Gebiet der Kristallographie.
Sie gehörte 2005 zu den Entdeckern der aggregierten Diamant-Nanostäbchen, dem damals härtesten Material, und hat 2012 zusammen mit ihrem Mann aus glasigem Kohlenstoff Mikrobälle aus Diamant synthetisiert, die einem Druck von 640 Gigapascal widerstehen.

## Leben
Nachdem sie 1983 an der Lomonossow-Universität in Moskau ihren Master machte, folgte die Promotion in Kristallographie und Kristallphysik im Jahre 1989 an derselben Universität. Sie habilitierte sich 2007 an der Universität Bayreuth und wechselte danach nach Heidelberg. Ab 2011 hat sie eine Professur an der Universität Bayreuth. Seit 2012 ist sie am Projekt „Single crystal crystallography at high pressure and variable temperature“ beteiligt und die Projektleiterin folgender beider Projekte: “In incude synthesis and investigations of novel multifunctional strong materials - transition metal (TM=Fe, Cr, Mn, Mo, W, Ti) borides” der Deutschen Forschungsgemeinschaft und das Projekt des Bundesministeriums für Bildung und Forschung  “Characterization of exotic electronic und structural states of matter at extreme conditions: IR- und THz-Spectroscopy at high and ultra-high pressures and variable temperature”.

## Leistungen
1989 erhielt sie vom Ministerium für Geologie der UdSSR einen Preis für ihre Erfindungen. Das Scientific American nominierte sie 2006 als eine der 50 führenden Forscher. 2011 erhielt sie eine Heisenberg-Professur für Materialphysik unter extremen Bedingungen von der Deutschen Forschungsgemeinschaft. Die Linköping Universität in Schweden verlieh ihr zusammen mit ihrem Ehemann 2014 die Ehrendoktorwürde.  Seit 2012 ist sie die Chefredakteurin der International Journal of Materials and Chemistry. Für 2017 wurde ihr und ihrem Mann der Gregori-Aminoff-Preis zugesprochen.

## Veröffentlichungen
- V.S. Urusov, N.A. Dubrovinskaya, L.S. Dubrovinsky. Design of probable crystal structures of minerals. Moscow Univ. Press, Moscow, 1991, 129 p.
- N.A. Dubrovinskaya. Investigation of opals and siplast by X-ray and IR spectroscopy methods. Regional Geology of the USSR 6, 102–106, 1983 (in Russian).
- Natalia Dubrovinskaia, Sergey Dub, Leonid Dubrovinsky: Superior Wear Resistance of Aggregated Diamond Nanorods. In: Nano Letters. Band 6, Nr. 4, 1. März 2006, S. 824–826, doi:10.1021/nl0602084.
- Natalia Dubrovinskaia, Leonid Dubrovinsky, Wilson Crichton, Falko Langenhorst, Asta Richter: Aggregated diamond nanorods, the densest and least compressible form of carbon. In: Applied Physics Letters. Band 87, Nr. 8, 2005, S. 083106, doi:10.1063/1.2034101.
- L.S. Dubrovinsky, N.A. Dubrovinskaya, V.S. Urusov. Application of atom-atom potentials to simulations of structures and properties of inorganic molecular crystals. Bulletin of Moscow State University, Chemistry Part, 1, 34–41, 1990 (in Russian).
- L.S. Dubrovinsky, N.A. Dubrovinskaya, V.S. Urusov. DLS-and VLS-calculations of spinel crystal structures. Mineral. Mag., L'vovsky University Press, 45, 2, 11–13, 1993 (in Russian).
- L.S. Dubrovinsky, N.A. Dubrovinskaia, S.K. Saxena. The lower mantle. In: Adv. Mineralogy (Edt. A.S. Marfunin), 1998, N.-Y., Springer-Verlag, v. 3, 186–195.
- L. Dubrovinsky, N. Dubrovinskaia, F. Langenhorst, D. Dobson, D. Rubie, C. Geßmann, I. Abrikosov, B. Johansson. Iron-silica interaction at extreme conditions and the nature of the electrically conducting layer at the base of Earth's mantle. Nature 422, 58–61, 2003.
- E. Kroke, M. Schwarz, T. Barsukova, M. Motylenko, V. Klemm, D. Rafaja, D. Frost, L. Dubrovinsky, N. Dubrovinskaia. Synthesis, microstructure and hardness of bulk ultrahard BN nanocomposites. J. Mater. Res. 23(4), 981–993, 2008.
- N. Dubrovinskaia, L. Dubrovinsky, R. Caracas, M. Hanfland. Diamond as a high pressure gauge up to 2.7 Mbar. Appl. Phys. Lett. 97, 251903, 2010.